# Giovanni Maria Boldù
Giovanni Maria Boldù (Venezia, 7 settembre 1547 – febbraio 1624) è stato un politico italiano.
Figlio di Nicolò di Girolamo e della sua seconda moglie Dianore di Francesco Longin, proveniva da una famiglia patrizia che aveva dato alla Repubblica di Venezia illustri politici e uomini d'armi. Il padre stesso aveva ricoperto cariche amministrative e militari nello Stato da Màr e in Terraferma, mentre il fratello Girolamo fu tra i quaranta nobili scelti per intrattenere Enrico di Valois ospite in città nel 1574.
La sua carriera iniziò nel 1572 come giudice d'esaminador; l'anno dopo era membro della Quarantia, nel 1577 fu nel Collegio dei Dodici e nel 1578 auditor vechio.
Tra il 1586 e il 1587 fu nominato capitano dell'importante piazzaforte di Zara: assumeva così compiti militari (difesa della città e del territorio circostante) e poteva esercitare la giustizia verso i suoi diretti sottoposti e le relative famiglie. Fu criticato per non essere riuscito a fermare due navi uscocche, ma d'altra parte si occupò della costruzione, già avviata, delle nuove strutture difensive di Zara, progettate da Buonaiuto Lorini.
Tornato nella capitale, il 22 dicembre 1587 presentò una relazione sul reggimento assolutamente franca, non priva di critiche alla scarsa competenza del governo centrale.
Nel 1602 fu ufficiale alle Rason nuove, nel 1605 e nel 1608 avogador di Comun. Nel 1618 partecipò all'elezione del doge Nicolò Donà.
Sposò nel 1574 Elisabetta di Bernardo Navagero; dal matrimonio nacque Nicolò, che fu pure coinvolto nella vita pubblica veneziana.